# 553e division de grenadiers
La 553e division de grenadiers (en allemand : 553. Grenadier-Division ou 553. GD) est une des divisions d'infanterie de l'armée allemande (Wehrmacht) durant la Seconde Guerre mondiale.

## Historique
La 553e division de grenadiers est formée le 11 juillet 1944 comme Sperr-Division 553 sur le Truppenübungsplatz (terrain de manœuvre) de Münsingen en tant qu'élément de la 29. Welle (29e vague de mobilisation).
À partir de septembre 1944, elle est affectée en France dans le secteur de Nancy dans le XIII. SS-Armeekorps de la 1. Armee au sein de l'Heeresgruppe G.
Elle est renommée 553. Volks-Grenadier-Division le 9 octobre 1944.

## Organisation

### Commandants
| Date                                 | Grade           | Commandant   |
| ------------------------------------ | --------------- | ------------ |
| 11 juillet 1944 - 1er septembre 1944 | Generalleutnant | Julius Braun |
| 1er septembre 1944 - 9 octobre 1944  | Generalmajor    | Hans Bruhn   |

## Théâtres d'opérations
- Allemagne : Juillet 1944 - Septembre 1944
- France : Septembre 1944 - Octobre 1944

## Ordre de bataille
- Grenadier-Regiment 1119
- Grenadier-Regiment 1120
- Grenadier-Regiment 1121
- Artillerie-Regiment 1553
  - I. Abteilung
  - II. Abteilung
  - III. Abteilung
  - IV. Abteilung
- Füsilier-Kompanie 553
- Divisionseinheiten 1553